# Microsoft Access
Microsoft Access is een relationele database-applicatie van Microsoft Office.
Access gebruikt een grafische interface, waardoor het mogelijk is voor weinig gevorderde gebruikers om een database te bouwen. Access bevat tevens functionaliteit om een frontend te bouwen (formulieren, rapporten, en pagina's). Access is ook verkrijgbaar als onderdeel van Microsoft Office.

## Versies en namen
Tot aan versie 2002 werd het programma "Access" (toegang) genoemd, vanaf versie 2003 werd het "Microsoft Office Access" om duidelijker te maken dat het een onderdeel was van de Microsoft Office-suite. Later werd de naam gewijzigd naar Microsoft Access.

## Geschiedenis
| datum | versie naam                  | versie nummer | ondersteund OS | corresponderende Office suite      |
| ----- | ---------------------------- | ------------- | -------------- | ---------------------------------- |
| 1992  | Access 1.1                   | 1             | Windows 3.1    |                                    |
| 1993  | Access 2.0                   | 2.0           | Windows 3.1    | Office 4.3 Pro                     |
| 1995  | Access for Windows 95        | 7.0           | Windows 95     | Office 95 Pro                      |
| 1997  | Access 97                    | n/a           | Windows        | Office 97 Pro                      |
| 1999  | Access 2000                  | 9.0           | Windows        | Office 2000 Pro and Premium        |
| 2001  | Access 2002                  | 10            | Windows        | Office XP                          |
| 2003  | Microsoft Office Access 2003 | 11            | Windows        | Microsoft Office 2003              |
| 2007  | Microsoft Office Access 2007 | 12            | Windows        | Microsoft Office 2007              |
| 2010  | Microsoft Office Access 2010 | 14            | Windows        | Microsoft Office Professional 2010 |
| 2013  | Microsoft Office Access 2013 | 15            | Windows        | Microsoft Office Professional 2013 |
| 2016  | Microsoft Office Access 2016 | 16            | Windows        | Microsoft Office 365               |
| 2019  | Microsoft Office Access 2019 | 16            | Windows        | Microsoft Office 2019              |